# Gomfoi
Gomfoi (in greco Γόμφοι?) è un ex comune della Grecia nella periferia della Tessaglia di 5154 abitanti secondo i dati del censimento 2001.
È stato soppresso a seguito della riforma amministrativa detta Programma Callicrate in vigore dal gennaio 2011 ed è ora compreso nel comune di Pyli.

## Località
Gomfoi è divisa nelle seguenti località:
- Drosero
- Gomfoi (1096 abitanti)
- Lygaria
- Mouria
- Palaiomonastiri
- Pigi